# Theronia depressa
Theronia depressa là một loài tò vò trong họ Ichneumonidae.